# Chuck Arnold
Chuck "Charles" Arnold est un pilote automobile américain né le 30 mai 1926 à Stamford (Connecticut) et décédé le 4 septembre 1997 à Santa Ana (Californie).

## Carrière
Arnold participe pour la première fois aux 500 miles d'Indianapolis en 1959. Il se qualifie 21e au volant d'une Kurtis Kraft-Offenhauser de Hall-Marr. Il avait également essayé de se qualifier au volant d'une Kurtis Kraft 500C-Offenhauser de Speed International sans y parvenir. Il terminera 15e. Ce sera la seule année où il réussira à passer les qualifications.
Il retente sa chance en 1960 avec une Gerhardt-Offenhauser de Fred Gerhardt, en 1961 avec une Watson Indy, en 1962 avec une Meskowski, en 1964 avec une Peterson et enfin en 1967 avec une Vollsted, mais rien n'y fait. Après cette ultime tentative il arrête la compétition automobile.